# Wielboki (przystanek kolejowy)
Wielboki – nieczynny przystanek osobowy w Wielbokach w Polsce, w województwie zachodniopomorskim, w powiecie drawskim, w gminie Wierzchowo dawnej linii kolejowej nr 416.